# 298 Baptistina
298 Baptistina è un asteroide della fascia principale. Scoperto nel 1890, presenta un'orbita caratterizzata da un semiasse maggiore pari a 2,2636587 UA e da un'eccentricità di 0,0955129, inclinata di 6,28808° rispetto all'eclittica.
L'origine del suo nome è sconosciuta.
Sebbene abbia un'orbita simile a quella della famiglia Flora, non appare tuttavia correlato a questa.
Studi del 2007 hanno stabilito che l'asteroide è la parte rimanente maggiore di un asteroide distrutto da un impatto circa 160 milioni di anni fa, e che ha prodotto la famiglia Baptistina di asteroidi.
Era stato inoltre ipotizzato che un frammento generatosi da questa collisione avesse impattato la Terra circa 65 milioni di anni fa, in corrispondenza con l'estinzione di massa del Cretaceo-Terziario. Tuttavia questi studi sono stati superati da una ricerca pubblicata nel settembre 2011 che ha dimostrato che la causa della estinzione dei dinosauri non è ascrivibile alla famiglia di asteroidi Baptistina.